# Ólafur Rafnsson
Ólafur Eðvarð Rafnsson, né le 7 avril 1963 et mort le 19 juin 2013  à Genève, est un joueur de basket-ball islandais, champion d'Islande de basket-ball en 1988 avec le club Haukar Hafnarfjörður.
Entre 1996 et 2006, il préside la Fédération islandaise de basket-ball, puis en 2006, devient président du Comité national olympique islandais. En 2010, il est élu président de la FIBA Europe. Il la préside jusqu'en juin 2013.